# アレッシオ・アンジエルッチ
アレッシオ・ダンテ・アンジエルッチ（Alessio Dante Angelucci, 1988年7月28日 - ）は、南アフリカ共和国ハウテン州ヨハネスブルグ出身のプロ野球選手。ポジションは外野手、投手。現在はABLのシドニー・ブルーソックスに所属している。右投右打。

## 経歴
2008年、サンディエゴ・パドレスと契約。
2009年に第2回WBCの南アフリカ代表に選出された。
2010年シーズン限りでパドレスを退団した。冬季からオーストラリアン・ベースボールリーグ（ABL）のシドニー・ブルーソックスに加入した。
2012年に第3回WBC予選の南アフリカ代表に選出された。レギュラーシーズンはイタリアンベースボールリーグ（IBL）のデ・エンジェリス・ノースイースト・ナイツでプレー。
2013年、IBL2部（セリエA）のピアチェンザ・ベースボールに移籍。